# Karl von Wenninger

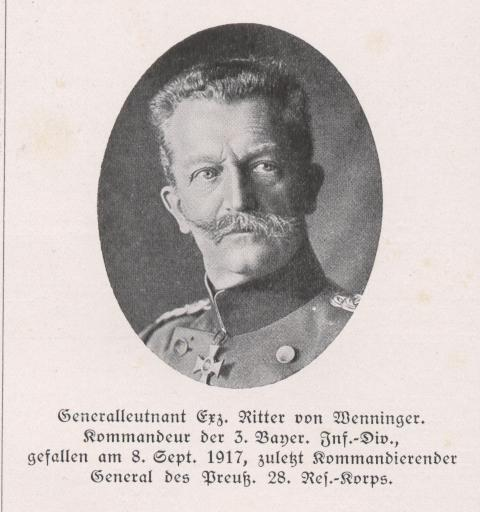
Karl von Wenninger

Karl Wenninger, seit 1914 Ritter von Wenninger (* 13. August 1861 in Berg; † 8. September 1917 bei Muncelu, Rumänien), war ein bayerischer Berufsoffizier und Militärdiplomat, zuletzt Generalleutnant und Führer des XVIII. Reserve-Korps im Ersten Weltkrieg.

## Leben

### Familie
Karl war der Sohn des bayerischen Obersten Franz Xaver Wenninger und dessen Ehefrau Mathilde, geborene Forster.
Wenninger hatte sich am 11. Juli 1889 in Landshut mit Kornelie Prins verheiratet. Sie war die Tochter des Vizepräsidenten des Rates für Niederländisch-Indien Ary Prins. Aus der Ehe gingen eine Tochter und zwei Söhne hervor. Beide Söhne schlugen wie der Vater die Militärlaufbahn ein. Der jüngste Sohn Franz (* 1895) kam am 5. Juni 1917 als Flugbeobachter bei Vendeuil an der Westfront ums Leben, der ältere Sohn Ralph diente zunächst bei der Kaiserlichen Marine als U-Boot-Kommandant und erreichte im Zweiten Weltkrieg den Rang eines Luftwaffengenerals. Bereits im Ersten Weltkrieg wurde er, wie auch sein Vater, mit dem Orden Pour le Mérite ausgezeichnet. Mit Ausnahme von Fürstenfamilien ist dies der einzige Fall, in dem Vater und Sohn die höchste preußische Tapferkeitsauszeichnung erhielten.

### Militärischer Werdegang
Er trat nach dem Besuch des Humanistischen Gymnasiums am 28. September 1880 als Gemeiner in das 2. Schwere-Reiter-Regiment „Erzherzog Franz Ferdinand von Österreich-Este“ der Bayerischen Armee in Landshut ein. Hier wurde er am 29. März 1881 zum Fähnrich ernannt sowie am 23. November 1882 zum Sekondeleutnant befördert. Vom 1. Oktober 1888 bis 30. September 1891 kommandierte man Wenninger zur Kriegsakademie, die ihm die Qualifikation für die Höhere Adjutantur und in zweiter Linie für den Generalstab aussprach. Im Anschluss daran folgte seine Kommandierung zur Equitationsanstalt. Dort erhielt er seine Beförderung zum Premierleutnant. Im Oktober folgte seine Versetzung als Adjutant zur 2. Kavallerie-Brigade nach Augsburg. Ab 24. September 1895 war Wenninger für drei Jahre im Generalstab tätig und wurde dort zwischenzeitlich am 28. Oktober 1897 zum Hauptmann befördert. Im Anschluss folgte eine einjährige Verwendung im Generalstab des I. Armee-Korps, bevor er in den Truppendienst wechselte und als Chef eine Eskadron im 5. Chevaulegers-Regiment „Erzherzog Friedrich von Österreich“ übernahm. Daran schloss sich eine Verwendung im Generalstab der 3. Division in Landau an. Für zwei Jahre war Wenninger dann ab 21. September 1902 als Lehrer für Kriegsgeschichte und Geschichte der Kriegskunst an der Kriegsakademie tätig, wurde zwischenzeitlich am 23. Oktober 1903 Major und als solcher anschließend nochmals in den Generalstab des I. Armee-Korps versetzt. Am 19. April 1906 wurde er Mitglied der Studienkommission der Kriegsakademie und gleichzeitig mit der Führung des 1. Schwere-Reiter-Regiments „Prinz Karl von Bayern“ beauftragt. Wenningers Ernennung zum Regimentskommandeur erfolgte am 20. Juli 1906. In dieser Stellung beförderte man ihn am 8. März 1907 zum Oberstleutnant sowie am 7. März 1909 zum Oberst. Als solcher übernahm er am 24. September 1909 das Kommando der 6. Kavallerie-Brigade in Regensburg. Von dort wurde er am 15. Dezember 1911 als bayerischer Militärbevollmächtigter in den Großen Generalstab nach Berlin berufen. Hier war er zugleich auch stellvertretender Bevollmächtigter Bayerns beim Bundesrat des Deutschen Reiches. Am 7. März 1912 wurde Wenninger Generalmajor.

### Bayerischer Militärbevollmächtigter
Erhebliche öffentliche Kritik erntete Wenninger nach einem skandalösen Auftritt im Reichstag am 9. April 1913, für den er sich tags darauf entschuldigen und seine Äußerungen zurücknehmen musste. Er hatte mit scharfer Polemik auf eine Rede des Zentrums-Abgeordneten und pensionierten bayerischen Generalmajors Caspar Haeusler reagiert, der die umstrittene Wehrvorlage für 1913 kritisiert und eine Verkürzung der Militärdienstzeit gefordert hatte. Da Wenninger Haeusler in seiner Reaktion unsachlich angegriffen, des Paktierens mit der politischen Linken beschuldigt und ihm den militärischen Sachverstand abgesprochen hatte, wurde ihm vorgeworfen, den Respekt vor dem Abgeordnetenamt missachtet und als bayerischer Bevollmächtigter die Würde des Parlaments verletzt zu haben.
Gegen Ende des Jahres 1913 setzte Wenninger im Zuge der Vorbereitungen zur deutschen Militärmission in die Türkei durch, dass einige Stellen der zu entsendenden Instruktoren bayerischen Offizieren vorbehalten blieben, darunter der Artillerist Friedrich Kreß von Kressenstein und der Mediziner Georg Mayer.
Beim Ausbruch des Ersten Weltkriegs blieb er zunächst bayerischer Militärbevollmächtigter und war jetzt im Großen Hauptquartier tätig. Bei der ersten Verlegung des Hauptquartiers von Berlin nach Koblenz am 16./17. August 1914 beschaffte Wenninger einen Hektoliter bayerisches Bier für die Reisenden, was zur guten Stimmung in dem zur Vermeidung von Behinderungen des Truppenaufmarsches auf Nebenstrecken nach Westdeutschland geleiteten Hof- und Sonderzugkonvoi beitrug. In Würdigung seiner Verdienste wurde Wenninger am 27. September 1914 mit dem Ritterkreuz des Verdienstordens der Bayerischen Krone beliehen. Damit verbunden war die Erhebung in den persönlichen Adelsstand, und er durfte sich nach der Eintragung in die Adelsmatrikel „Ritter von Wenninger“ nennen.

### Truppenkommandos und Tod im Ersten Weltkrieg
Nach seiner Beförderung zum Generalleutnant am 10. September 1914 wurde Wenninger am 7. November 1914 Kommandeur der bayerischen Kavallerie-Division und führte den Großverband u. a. in der Schlacht bei Ypern und den darauffolgenden Stellungskämpfen in Flandern. Im März 1915 gab Wenninger das Kommando ab und übernahm die im Artois stehende bayerische 3. Infanterie-Division. Im September und Oktober konnte sie in der dort stattfindenden Herbstschlacht bei La Bassée und Arras mehrfach feindliche Durchbruchsversuche vereiteln. Während der Schlacht an der Somme verteidigte die Division den Abschnitt Martinpuich-Foureaux-Wald. Im April 1917 stand die Division an der Arrasfront südlich der Scarpe. Während der Schlacht von Arras gelang unter Wenningers Führung die Abwehr von drei Angriffen der Engländer und die Stabilisierung des Frontabschnittes.
Für diese Leistung wurde Wenninger durch König Ludwig III. am 23. April 1917 mit der Verleihung der Ritterwürde in den Militär-Max-Joseph-Orden aufgenommen. Wilhelm II. verlieh ihm kurz darauf am 1. Mai 1917 den Orden Pour le Mérite.
Am 5. Juni 1917 wurde er zum Führer des preußischen XVIII. Reserve-Korps ernannt, das zu diesem Zeitpunkt bei Reims lag und das Generalkommando Aisne bildete. Ende Juli 1917 wurden Teile des Korps zur Unterstützung der deutschen Sommeroffensive in der Moldau nach Rumänien verlegt und dort mit der 217. Infanterie-Division und der k.u.k. 62. Division unter Wenningers Oberbefehl als Kommandierender General zusammengefasst. In der dritten Phase der Schlacht von Mărășești (Schlacht bei Varniţa und Muncelu), in der Wenninger die maßgebliche Planung und Führung der aktiven Angriffsoperationen übernahm und dabei die Ausnutzung feindlicher Schwachstellen beabsichtigte, um die Offensive doch noch zu einem Erfolg zu bringen, gelang seinen Truppen Ende August 1917 der zuvor lange missglückte Durchbruch durch die an dieser Stelle von russischen Einheiten besetzte Front und die Einnahme des Ortes Muncelu. Während der rumänischen Rückeroberungsversuche nach dem Abbruch der deutschen Offensive wegen der extrem hohen Verluste fiel Wenninger am 8. September 1917 bei der Inspektion einer deutschen Vorpostenstellung auf der Höhe von Secului durch den Einschlag einer rumänischen Artilleriegranate. Wenninger war nach dem im November 1916 als Kommandeur der 22. Infanterie-Brigade gefallenen bayerischen Generalmajor Maximilian Pecht (1858–1916) der zweite deutsche (und zugleich bayerische) Offizier im Generalsrang, der auf dem Rumänienfeldzug zu Tode kam.

### Gedenken
Er war mit dem Maler Max Slevogt befreundet, der im Ersten Weltkrieg auch als Frontmaler tätig gewesen war und auf die Nachricht von Wenningers Tod in Rumänien das melancholische Gemälde Mondnacht Neukastel schuf.